# Audiencia preliminar
Una audiencia preliminar, examen preliminar, investigación preliminar, audiencia probatoria o audiencia de causa probable es un procedimiento que se lleva a cabo después de que el fiscal presenta una querella penal para determinar si hay pruebas suficientes para requerir un proceso judicial. En dicha audiencia, el acusado podrá estar asistido por un abogado.

## Por país

### Canadá
En Canadá, a una audiencia preliminar a veces se la denomina investigación preliminar. Durante la investigación preliminar, el tribunal celebra una audiencia para determinar si hay pruebas suficientes para justificar un juicio. Las investigaciones preliminares sólo se llevan a cabo cuando a una persona se le imputa un delito procesable en el que el acusado puede ser pasible de una pena de prisión superior a 14 años. El Fiscal de la Corona podrá llamar a testigos. Si no hay pruebas suficientes, el tribunal desestimará los cargos.
A raíz de la decisión de 2016 en el caso Jordan, en la que la Corte Suprema de Canadá impuso límites de tiempo a la Corona para llevar los casos penales a juicio, la Corona ha comenzado a utilizar el procedimiento de acusación directa con mayor frecuencia.

### Estados Unidos
En los Estados Unidos, en una audiencia preliminar el juez debe determinar que dicha evidencia proporciona causa probable para creer que el delito se cometió y que el delito fue cometido por el acusado. Existe derecho a contar con un abogado en la audiencia preliminar.
La conducta de la audiencia preliminar, así como las reglas específicas sobre la admisibilidad de las pruebas, varían de una jurisdicción a otra. Generalmente se permiten los rumores. Si el tribunal decide que existe causa probable, se emitirá un instrumento de acusación formal (llamado información en algunas jurisdicciones) y el procesamiento continuará. Si el tribunal no encuentra causa probable, normalmente el proceso se detendrá. Sin embargo, muchas jurisdicciones permiten que la fiscalía solicite una nueva audiencia preliminar o solicite un escrito de acusación ante un gran jurado.
Las cuestiones clave que normalmente se abordan en una audiencia preliminar son:
1. ¿Existe causa probable para creer que el presunto delito ocurrió y ocurrió dentro de la jurisdicción del tribunal?
2. ¿Existe causa probable para creer que el acusado cometió el delito?

Si un juez determina que hay pruebas suficientes para creer que el acusado cometió el delito, entonces se dice que el acusado está «obligado».

#### Terminología
En los procesos penales, el tribunal programa una audiencia en la que se presentan formalmente los cargos al acusado. Se deben realizar varios procedimientos antes de que pueda realizarse la comparecencia. Por ejemplo, en la mayoría de los estados, el fiscal primero presenta un documento de «información» ante el tribunal. Esta presentación describe los elementos básicos (los hechos o factores) que conforman el presunto delito penal. En relación con esto, en el expediente se enumeran las leyes penales que el acusado supuestamente violó. Finalmente, se programa al acusado para una lectura de cargos, que es cuando se presenta el cargo de manera formal y abierta. Si el acusado se declara inocente durante la lectura de cargos, el tribunal programa una audiencia preliminar.
Cuando una acusación formal se obtiene a través de medios distintos a un documento informativo, como por ejemplo mediante procedimientos ante un gran jurado o después de un arresto cuando el acusado es llevado por primera vez ante el tribunal, la lectura de cargos puede denominarse «audiencia inicial», o «lectura de cargos preliminar», que es diferente de una audiencia preliminar. Esas otras audiencias no son audiencias de causa probable.

#### Ley estatal
No siempre se requiere una audiencia preliminar y algunas jurisdicciones no la exigen. Algunos estados celebran audiencias preliminares en todos los casos penales graves. Otros estados sólo tienen una audiencia preliminar si la defensa la solicita; Alternativamente, algunos estados sólo las tienen para casos de delitos graves.

#### Ley federal
Si el acusado es acusado de un delito grave según la ley federal, tiene derecho a una acusación formal por parte de un gran jurado, de conformidad con la Quinta Enmienda de la Constitución y el Título 18 del Código de los Estados Unidos. En los procedimientos ante el gran jurado, el acusado no tiene derecho a tener un abogado presente en la sala del gran jurado (aunque los testigos pueden consultar con un abogado fuera de la presencia del gran jurado). En algunos casos, es posible que el acusado ni siquiera sepa que un gran jurado está considerando el caso.

### Francia
Las facultades de la investigación preliminar están definidas en los artículos 75 a 78 y siguientes del Código Procesal Penal (CPP) francés.

#### Uso de personas calificadas
Efectuado por requerimiento judicial, el recurso a persona cualificada está sujeto a las disposiciones del artículo 77-1 del Código de Procedimiento Penal en la investigación preliminar. La requisa será establecida por el Ministerio Público o por un funcionario de la policía judicial con el acuerdo de este magistrado.
Sin embargo, la autorización del fiscal no es obligatoria en el marco de una solicitud de médico formulada por un agente de la policía judicial para el reconocimiento médico de una persona bajo custodia policial, ya que en este caso, el artículo 63-3 del Código de Procedimiento Penal estará cubierto.

#### Registros e incautaciones
Durante la investigación preliminar, los agentes y agentes de la policía judicial podrán realizar registros siempre que hayan obtenido el consentimiento escrito del interesado, conocido como «consentimiento expreso» dado a sabiendas.
Sin embargo, es posible anular el consentimiento del interesado para la búsqueda y detección de delitos sancionados con una pena de al menos tres años de prisión, siempre que esta búsqueda sea esencial para la investigación y esté autorizada por el juez de libertades y detención (JLD) a petición del fiscal. Esta decisión del juez de libertades está escrita y motivada. So pena de nulidad, especifica la calificación del delito cuya prueba se solicita así como la dirección de los lugares en que pueden realizarse las operaciones; está motivado por referencia a los elementos de hecho y de derecho que justifican la necesidad de las operaciones.

#### Audiencias
Están obligadas a comparecer las personas citadas por un agente de policía judicial a efectos de la investigación. Si no cumplen con esta obligación, se da aviso al Ministerio Público quien puede obligarlos a hacerlo por la fuerza pública.
Las personas contra las que no existan razones plausibles para sospechar que han cometido o intentado cometer un delito sólo pueden ser detenidas durante el tiempo estrictamente necesario para su audiencia (artículo 78 del Código de Procedimiento Penal).

### Reino Unido

#### Escocia
En Escocia, una audiencia preliminar es una audiencia preliminar no probatoria en casos que se juzgarán ante el Tribunal Superior de Justicia, que se lleva a cabo para permitir que el tribunal determine si ambas partes, la fiscalía y la defensa, están listas para proceder a juicio. En la audiencia también podrán tratarse cuestiones procesales accesorias.